# Alois Hitler

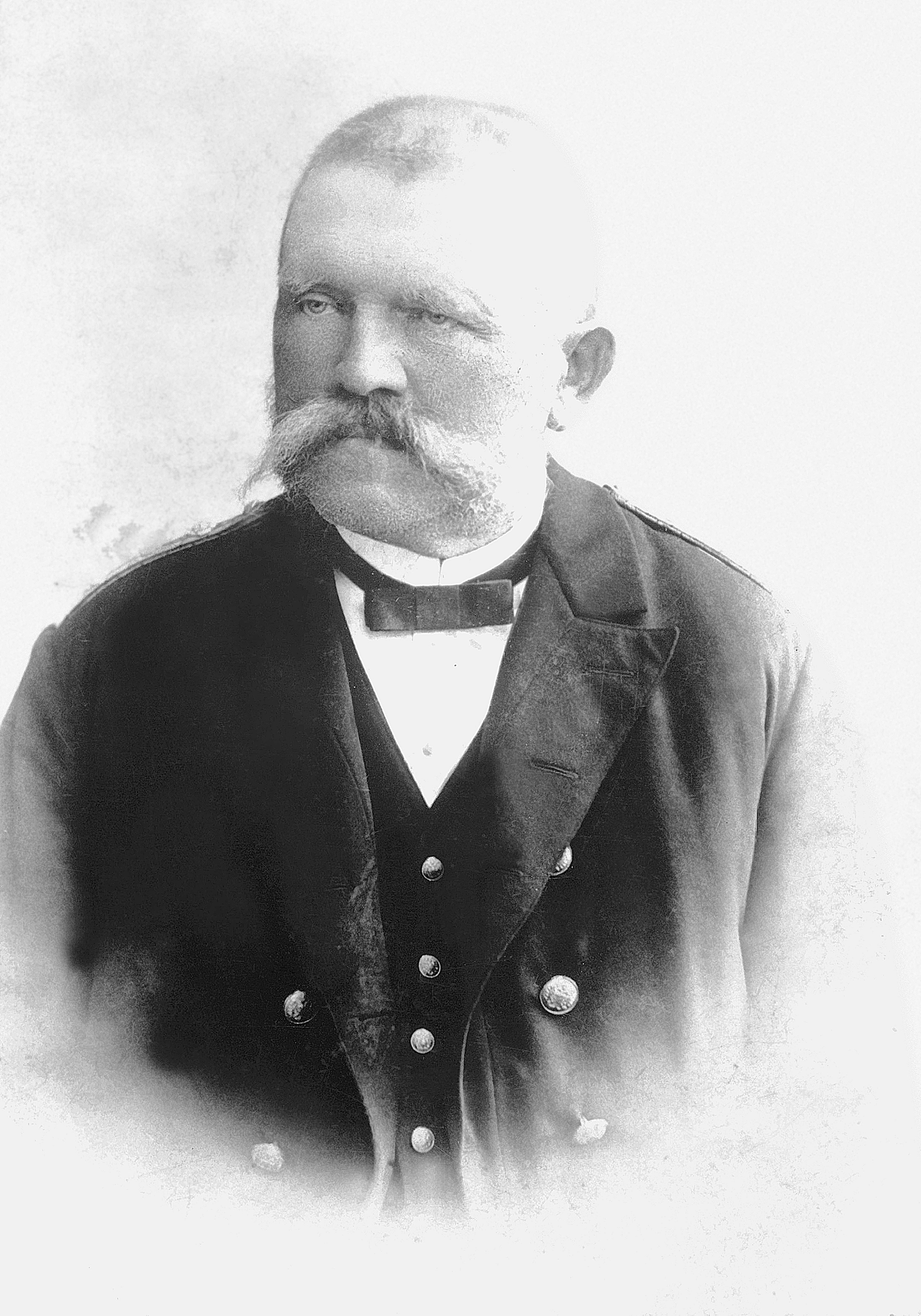
Alois Hitler (ca. 1900)

Alois Hitler (* 7. Juni 1837 als Aloys Schicklgruber in Strones, Gemeinde Döllersheim, am 6. Juni 1876 als Aloys Hitler legitimiert; † 3. Jänner 1903 in Leonding bei Linz) war ein österreichisch-ungarischer Zollbeamter. Aus mehreren Ehen hatte er acht Kinder, mit Klara Pölzl sechs, unter ihnen den Sohn und späteren Diktator Adolf Hitler.

## Herkunft
Alois Hitler, bis 1877 als Alois Schicklgruber aktenkundig, war der uneheliche Sohn von Maria Anna Schicklgruber (* 1. Juli 1796 in Strones; † 7. Jänner 1847 als Mariana Hiedler in Kleinmotten). Diese hatte zwei Schwestern und drei Brüder, die jedenfalls das Kindesalter überlebt hatten. Ihr Bruder Josef Schicklgruber hatte 1817 den etwa 10 ha großen Hof in Strones vom Vater übernommen. Dieser, Johann Schicklgruber, lebte danach in einem Ausgedingehaus, wo nach dem Tod seiner Frau im Jahr 1821 auch seine Tochter Maria Anna hinzog, um ihm den Haushalt zu führen. Alois wurde im Haus des Bauern Johann Trummelschlager entbunden, der auch sein Taufpate war. Danach lebte Maria Anna Schicklgruber mit dem Kind wieder bei ihrem Vater im Ausgedingehaus.
Alois’ leiblicher Vater ist nicht identifiziert – die Spalte des Vaters blieb im Taufbuch aus kirchenrechtlichen Gründen leer, was jedoch nicht zwangsläufig bedeutet, dass er der Kindesmutter unbekannt war. In Betracht kommen in der historischen Forschung Johann Nepomuk Hiedler (* 19. März 1807 in Spital; † 17. September 1888 ebenda), der den elterlichen Bauernhof mit der Anschrift Spital Nr. 30 übernommen hatte und später Alois’ „Ziehvater“ wurde, und dessen Bruder, der Müllerknecht Johann Georg Hiedler (* 28. Februar 1792 in Spital; † 9. Februar 1857 in Spital Nr. 49), den Alois’ Mutter fünf Jahre danach heiratete.

### Frankenberger-These
Eine dritte Variante, die sogenannte „Frankenberger-These“, die Alois Hitler als Sohn eines wohlhabenden jüdischen Kaufmannes namens Frankenberger aus Graz darstellt, gilt mittlerweile als widerlegt. Alois’ Mutter habe im Haushalt dieses Kaufmannes gearbeitet, Adolf Hitler habe um derartige Umstände gewusst, behauptete Hans Frank, von 1939 bis 1945 Generalgouverneur im besetzten Polen, in seinen Erinnerungen. Weiter spekulierte er: „Ich muss also sagen, dass es nicht vollkommen ausgeschlossen ist, dass der Vater Hitlers demnach ein Halbjude war, aus der außerehelichen Beziehung der Schicklgruber zu dem Grazer Juden entsprungen. Demnach wäre dann Hitler selbst ein Vierteljude gewesen.“
Nachdem die Frankenberger-These von einigen Autoren, etwa Dietrich Bronder und Hennecke Kardel, in den 1960er und 1970er Jahren aufgegriffen worden war, widerlegte spätestens Werner Maser diese Gerüchte als gegenstandslos: In Graz habe es bis in die zweite Hälfte des 19. Jahrhunderts hinein gar keine ansässigen Juden gegeben. Ein Jude namens Frankenberger sei für das 19. Jahrhundert nirgendwo erwähnt, noch nicht einmal sei Maria Anna Schicklgruber zur fraglichen Zeit in Graz gewesen. Brigitte Hamann nimmt auf dieser Grundlage an, „hier wolle der wütende Antisemit Frank den verhassten Juden auch noch die Verantwortung für einen angeblich jüdischen Hitler zuschieben und sie durch Gerüchte verunsichern“.
Die in diesem Zusammenhang genannten mutmaßlichen Erpressungsversuche William Patrick Hitlers mit dem Hinweis auf familiäre Geheimnisse können nach Hamann und Maser nicht auf die Möglichkeit jüdischer Vorfahren Adolf Hitlers zurückgeführt werden, sondern auf seine inzestuösen Verwandtschaftsverhältnisse, mit denen „Hitler mindestens genauso gut erpressbar gewesen wäre“.

### Namensänderung
1876 änderte Alois seinen bisherigen Nachnamen Schicklgruber amtlich in Hitler, wobei die genauen Beweggründe und Umstände dieses Vorgangs im Unklaren liegen. Laut Notariatsakt bezeugten am 6. Juni 1876 Josef Romeder, Johann Breiteneder und Engelbert Paukh gegenüber dem Notar Josef Penkner in Weitra, dass Johann Georg Hiedler der leibliche Vater von Alois Schicklgruber gewesen sei. Hiedler war zu jenem Zeitpunkt bereits seit 19 Jahren tot. Ob dessen jüngerer Bruder und Ziehvater von Alois, Johann Nepomuk Hiedler, oder Alois selbst bei diesem Vorgang ebenfalls anwesend waren, wird im Notariatsakt nicht erwähnt. Einen Tag später – am 7. Juni 1876 – wurde dieser dem Pfarrer von Döllersheim vorgelegt, der daraufhin den Taufeintrag im Kirchenbuch entsprechend abänderte. Der Hitler-Historiker Wolfgang Zdral vermutet, dass die drei genannten Zeugen bei diesem Termin nicht persönlich anwesend sein mussten, da das notarielle Dokument ausgereicht habe. Der Eintrag unter der Rubrik Anmerkung lautet: „Daß der als Vater eingetragene Georg Hitler, welcher den Gefertigten Zeugen wohlbekannt ist, sich als den von der Kindesmutter Anna Schicklgruber angegebenen Vater des Kindes Alois beken̅t, u. die Eintragung seines Namens in das hiesige Taufbuch nachgesucht habe, wird durch die Gefertigten bestätiget. Josef Rameder +++ Zeuge Johann Breiteneder, Engelbert Perutsch +++ andre Zeugen +++“. Die drei Kreuz-Gruppen sind die „Unterschriften“ (Paraphe) der drei Zeugen; der Geistliche selbst hat eine Gegenzeichnung unterlassen. Nach kirchlicher und amtlicher Auffassung war die Frage der Vaterschaft damit hinlänglich geklärt und die Namensänderung wurde am 6. Jänner 1877 bestätigt.
Die Hintergründe der Namensänderung, sowie die posthume Legitimierung Alois Hitlers als Sohn seines Stiefvaters, wurden von mehreren Historikern diskutiert und werden unterschiedlich gedeutet. So merkt etwa Roman Sandgruber an, dass das Schriftstück vom 6. Juni 1876 für einen Notariatsakt „überraschend fehlerhaft und schlampig“ sei: es fehlte der vollständige Name des angeblichen Vaters, dessen Geburtsdatum, sein Sterbedatum war falsch eingetragen, eine Anwesenheitsliste wurde nicht geführt und auch zur neuen Schreibweise Hitler anstatt Hiedler oder Hüttler wurde keine Anmerkung gemacht. Während Ian Kershaw Alois Hitler selbst als Initiator seiner Namensänderung und damit nachträglichen Legitimierung als eheliches Kind vermutet, geht Anna Maria Sigmund von seinem Ziehvater Johann Nepomuk Hiedler als treibende Kraft dahinter aus. Letzteren Standpunkt vertritt auch John Toland, demzufolge „der Anstoß zu dieser dörflichen Intrige [...] zweifellos von Johann Nepomuk Hüttler ausgegangen“ sei, der aus Stolz über seinen Ziehsohn, der es so weit gebracht hatte, das Bedürfnis gehabt habe, seinen eigenen Namen an diesen weiterzugeben. Sandgruber hingegen sieht auch die Tatsache, dass der Zeuge Josef Romeder der Schwiegersohn von Johann Nepomuk Hiedler war – und somit ein Interesse gehabt hätte, einer Anerkennung der Vaterschaft durch Johann Nepomuk selbst und damit einhergehender erbrechtlicher Folgen dadurch zuvorzukommen, stattdessen Johann Georg eintragen zu lassen – als mögliches Motiv dahinter.

## Leben

### Jugend und Eintritt in die Zollverwaltung
Im Jahre 1842, als der außereheliche Sohn fünf Jahre alt war, heiratete Maria Anna Schicklgruber den 50-jährigen Müllerknecht Johann Georg Hiedler. Nachdem das Kind auch nach der Verehelichung der Kindesmutter nicht offiziell adoptiert worden war, hieß es auch weiterhin Schicklgruber. Vermutlich lebte das Ehepaar mit dem Kind für eine Zeit weiterhin bei Johann Schicklgruber, der sein Ausgedingehaus jedoch 1844 aufgab und nach Kleinmotten zog, wohin ihm auch seine Tochter mit ihrem nunmehrigen Ehemann folgte. Möglicherweise bereits 1842, spätestens jedoch nach dem Tod der Mutter und des Großvaters im Jahr 1847, wurde Alois als Ziehkind zu Johann Nepomuk Hiedler, dem jüngeren Bruder seines Stiefvaters, nach Spital geschickt, wo er mit dessen drei in etwa gleichaltrigen Töchtern gemeinsam aufwuchs.
Über Alois Hitlers frühe Jugend ist nur wenig bekannt. Nach dem Besuch einer einklassigen Volksschule ging er seit 1850 in Spital beim Schuster Anton Ledermüller in die Lehre, aus der er am 28. März 1852 als Geselle freigesprochen wurde. Anschließend begab sich der Schustergeselle nach Wien, wo er sich 1855 statt zum Militärdienst zur k.k. Finanzwache meldete, der damals paramilitärisch organisierten Zollverwaltung der Donaumonarchie. Sein erster Dienstort war Saalfelden. 1860 in den Unteroffiziersdienstgrad Finanzwache-Oberaufseher (bei der k.u.k. Armee etwa Korporal oder Zugsführer) befördert, wurde er bald Finanzwach-Respicient (etwa Feldwebel) und 1864 provisorischer Amtsassistent im Zolldienst (Beamten-Rangklasse XI, entsprechend einem Leutnant). Inzwischen zum definitiven, d. h. zum tatsächlichen Amtsassisten mit entsprechender Planstelle avanciert, übernahm er 1869 die Funktion eines Nebenzollamts-Einnehmers in Mariahilf. Damit war Alois Hitler der Sprung aus den Mannschaftsrängen in die (gehobene) Beamtenlaufbahn gelungen (eine eigene Laufbahn der Finanzwach-Unterbeamten entstand erst 1907, nach Abschaffung der bisherigen Finanzwach-Mannschaften). Ab 1871 kam Amtsassistent Schicklgruber als Controlor in Braunau am Inn in Verwendung.

### Erste Ehe (1864–1880)
Alois Schicklgruber heiratete am 26. April 1864 in der Erhardkirche im Salzburger Nonntal die 41-jährige Anna Glasl-Hörer, Adoptivtochter eines höheren Zollbeamten. Die Ehe blieb kinderlos, 1880 trennte er sich von ihr. Die Ehe wurde am 7. November 1880 durch das Bezirksgericht Braunau geschieden. Anna Hitler starb am 6. April 1883 in Braunau.

### Zweite Ehe (1883–1884)
Am 22. Mai 1883 ehelichte er in Ranshofen die um 24 Jahre jüngere Gasthausköchin Franziska Matzelsberger, gebürtig aus Weng im Innkreis, mit der er schon den unehelichen Sohn Alois Hitler junior (1882–1956) gezeugt hatte. Franziska Hitler starb mit 23, ein Jahr nach der Geburt ihrer Tochter Angela Hitler, am 10. August 1884 in Ranshofen an Tuberkulose.

### Dritte Ehe (ab 1885)

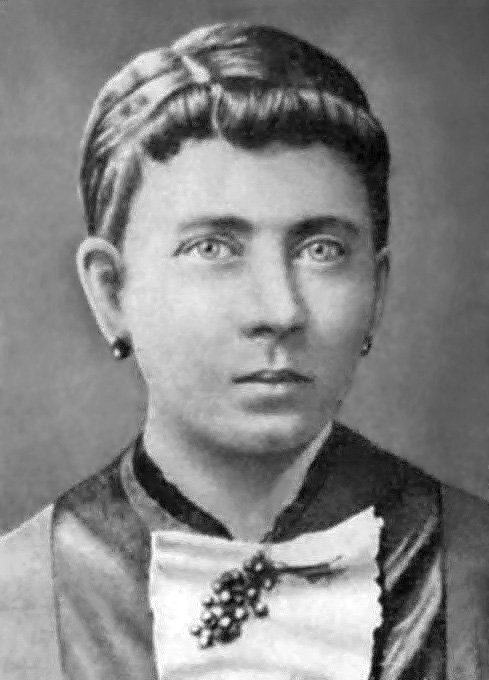
Klara Hitler, geb. Pölzl (1860–1907), dritte Ehefrau Alois Hitlers

Am 7. Jänner 1885 heiratete Alois Hitler in der Braunauer Stadtpfarrkirche in dritter Ehe Klara Pölzl, eine Nichte zweiten Grades, weshalb er für diese Verbindung zuvor die kirchliche Dispens erlangen musste. Das bischöfliche Ordinariat in Linz erklärte, zur Erteilung dieser Dispens nicht ermächtigt zu sein, und leitete das Ansuchen nach Rom weiter, von wo es mit einem päpstlichen Parere (= einer päpstlichen Erlaubnis) retourniert wurde. Dieses Gesuch, in kalligraphisch sauberer Handschrift eines k.k. Staatsbeamten verfasst, befindet sich im Archiv des bischöflichen Ordinariats Linz.
Klara hatte 1875, als junges Mädchen von 15 Jahren, im Haushalt von Alois und seiner ersten Frau gearbeitet. Nach der zweiten Verehelichung hatte sie das Haus ihres Verwandten verlassen und war nach Wien gegangen, wo sie als Stubenmädchen Arbeit fand. Als Franziska, die zweite Frau Alois Hitlers, bald nach der Geburt des zweiten Kindes schwer erkrankte, rief Alois Hitler seine Nichte wieder nach Braunau zurück.
Der Ehe mit Klara entstammten sechs Kinder. Schon vor der Eheschließung war Gustav gezeugt worden, der am 17. Mai 1885 geboren wurde, aber 1887 verstarb. 1886 folgte Ida, die das Jahr 1888 nicht überlebte. Lange Zeit nahmen Historiker an, dass Sohn Otto schon im Jahr 1887 geboren und drei Tage nach der Geburt verschieden sei. Mittlerweile ist bekannt, dass Adolf Hitler bereits drei Jahre alt war, als der in Wirklichkeit 1892 geborene Otto sieben Tage nach der Geburt verstarb. Adolf wurde 1889 und Edmund, der 1900 verstarb, 1894 geboren. Als letztes Kind kam Paula im Jahr 1896 zur Welt.

### Beruflicher und sozialer Aufstieg als Zollbeamter

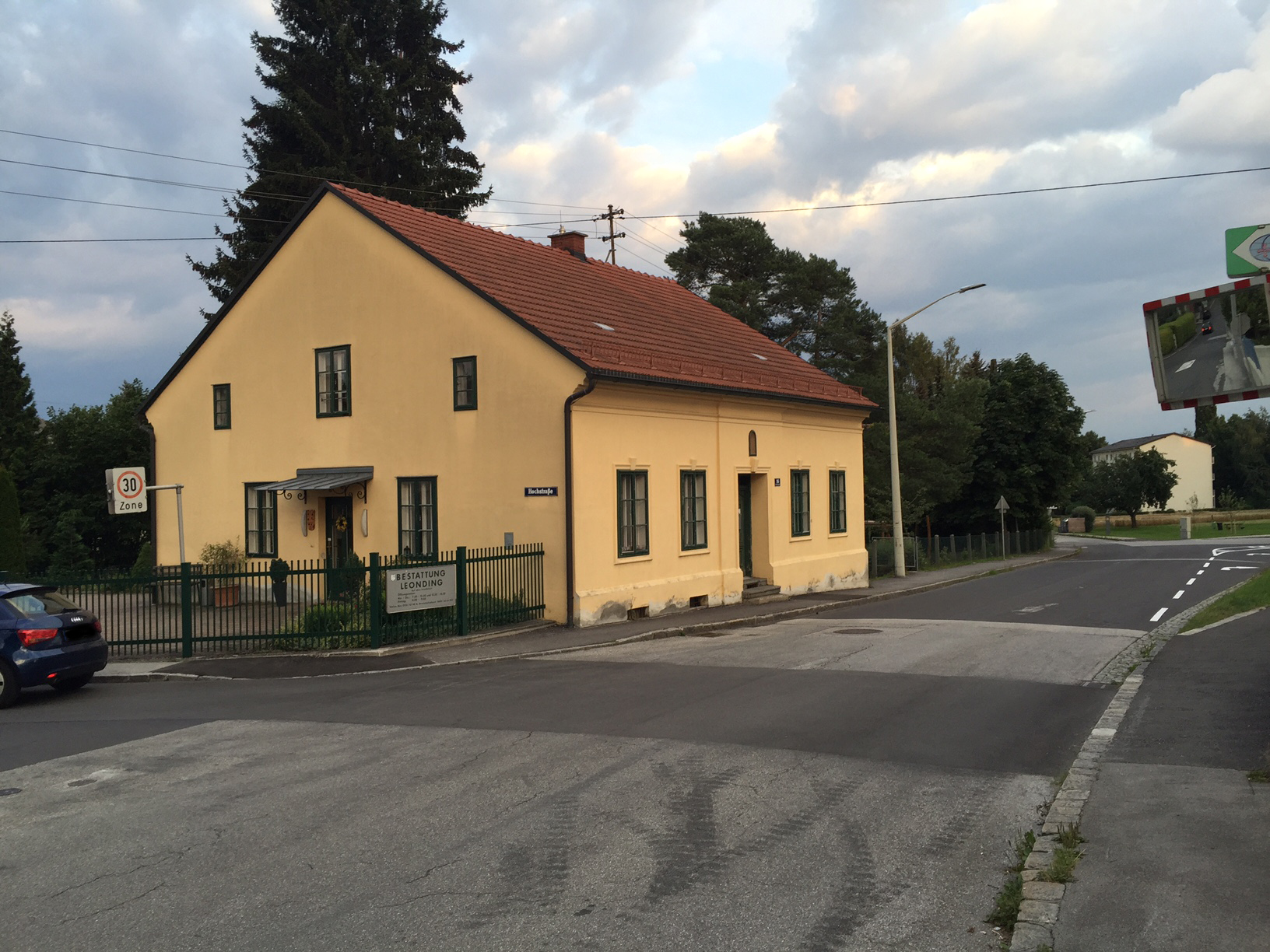
Wohnhaus in Leonding neben dem alten Friedhof

Inserat von 1890

Nachruf Alois Hitler in der Linzer Tages-Post

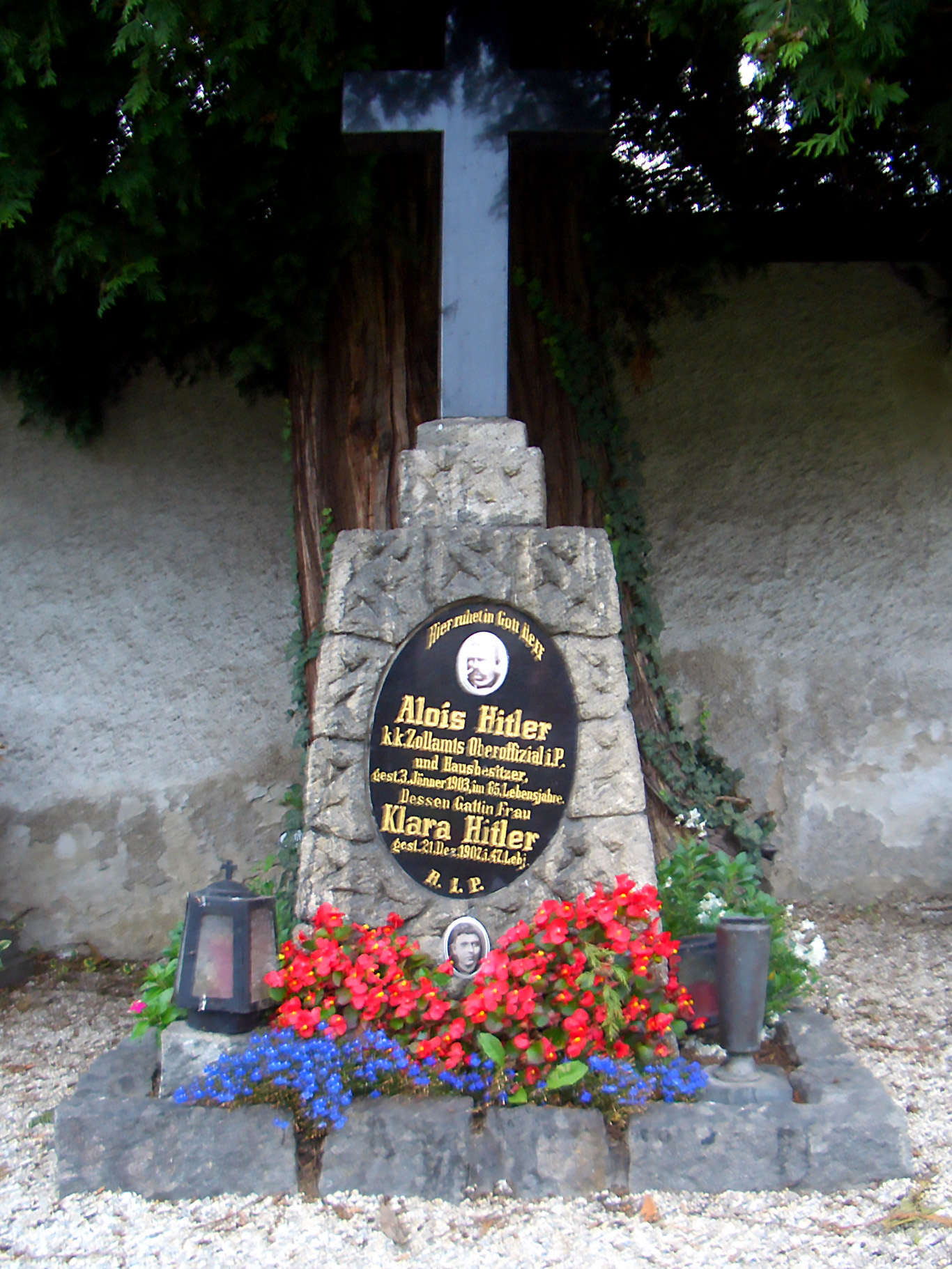
Grab von Alois und Klara Hitler in Leonding (2009). Es wurde zum 28. März 2012 aufgelassen. Den Grabstein hatte Adolf Hitler selbst entworfen.

1875 stieg Hitler, damals noch unter dem Namen Alois Schicklgruber, vom Amts- bzw. Controlsassistenten zum Zollamts-Official (Beamten-Rangklasse X, etwa Armee-Oberleutnant) auf. 1892 erfolgte (bereits unter dem Namen Hitler) die Ernennung zum provisorischen und 1894 zum definitiven Zollamts-Oberoffizial. Alois Hitler war damit in die Beamten-Rangklasse IX vorgerückt, was einem Hauptmann der Armee entsprach. Weitere Beförderungen waren nicht mehr vorgesehen, da er nur die Volksschule besucht hatte. Mit den letzten beiden Ernennungen verbunden waren Umzüge von Braunau am Inn nach Passau (1892) und schließlich nach Linz (1894), wo Hitler die Leitung der Zollabteilung der Finanzdirektion übernahm. Bereits im Juni 1895 schied Hitler aus eigenem Entschluss aus dem Dienst, nachdem er die dazu notwendigen 40 Dienstjahre erreicht hatte. Während er zuletzt eine jährliche Aktivitätsgage von 2600 Kronen (bzw. 1300 Gulden, vor der Währungsumstellung 1892) bezogen hatte, erhielt Hitler fortan eine Pension von 2200 Kronen im Jahr.
Dank des 1877 an ihn gefallenen Erbteils aus der Hinterlassenschaft Johann Nepomuk Hiedlers und des eigenen beruflichen Aufstiegs war Alois Hitler imstande, nacheinander mehrere Anwesen zu erwerben: Im März 1889 legte er sich in Wörnharts (Marktgemeinde Großschönau) einen Gutshof für 5000 Gulden (= 10.000 Kronen) zu. Vermutlich geschah dies in rein spekulativer Absicht, denn das Objekt lag weit entfernt von Hitlers Dienst- und Wohnorten Braunau am Inn (rund 185 km nordöstlich davon) bzw. Linz (80 km nordöstlich davon). Knapp vier Jahre später stieß Hitler das Anwesen ab und erzielte dabei einen Gewinn von 4000 Kronen (= 2000 Gulden). Berufsbedingt blieb Hitler sr. mit seiner Familie bis 1892 weiterhin in Braunau zur Miete wohnen (unter der Adresse Salzburger Vorstadt 15), so dass dort im April 1889 sein Sohn Adolf zur Welt kam. Im August 1892 erfolgte der Umzug nach dem über 50 km entfernten bayerischen Grenzort Passau, im Mai 1894 zog die Familie Hitler zurück nach Österreich, in das von Passau über 100 km entfernte Linz.
1895, im Jahr seiner freiwilligen Pensionierung, erwarb und bezog Hitler das insgesamt knapp 20 ha große Rauscher-Gut in Hafeld, unweit von Lambach an der Traun und knapp 40 km südwestlich von Linz gelegen. Das Rauscher-Gut hatte er von dem pensionierten Straßenmeister Josef Radlegger, mit dem er auch in reger Korrespondenz stand, gekauft. Doch er kam damit weder finanziell noch organisatorisch zurecht und musste das Gut 1897, nach kaum eineinhalb Jahren, wieder verkaufen. Dem Straßenmeister vertraute er im Briefwechsel an, welche Schwierigkeiten ihn mit dem Hof, dem Gesinde sowie mit Frau und Kindern plagten. Die Familie Hitler lebte anschließend in Lambach kurz zur Miete, bevor Alois das Haus mit der Anschrift Leonding Nr. 61 (jetzt Michaelsbergstraße 16) in Linz-Leonding auf einem 1900 m² großen Grundstück erstand. Dort züchtete der Pensionist Bienen und Vieh und zog Obst.

### Tod und Nachleben
Alois Hitler starb am Samstag, dem 3. Jänner 1903, im Gasthaus Stiefler, Leonding Nr. 12, als er bei „einem Gläschen Wein sich stärken wollte“. Nachdem er beerdigt worden war, blieb die Familie nur noch so lange wohnen, bis Adolf die Schule wechseln musste. Im Jahr 1905 veräußerte die verwitwete Klara Hitler das Haus in Leonding und zog mit ihren beiden minderjährigen Kindern und ihrer Schwester Johanna Pölzl in eine Wohnung in Linz, die im 3. Stock des Hauses Humboldtstraße 31 lag. Alois Hitler d. J. war bereits in Linz und ging Gelegenheitsarbeiten nach; Angela Hitler heiratete 1903 den Steueramtsoffizial Leo Raubal (1879–1910), beider Tochter Geli Raubal sollte sich 1931, nach einem Streit mit ihrem (Halb-)Onkel und Vormund Adolf, das Leben nehmen.
Alois Hitler war am 5. Jänner 1903 in Leonding bei Linz begraben worden, seine Witwe Klara am 23. Dezember 1907 im selben Grab. Im Jahr 2012 wurde das Grab, mit Zustimmung einer Verwandten als Nutzungsberechtigter, aufgelassen, da rechtsextreme Kreise es als Pilgerstätte missbraucht hatten.

## Rezeption
Laut Roman Sandgruber, der den Briefwechsel zwischen Alois Hitler und dem Straßenmeister Josef Radlegger – eine 31 Briefe umfassende Korrespondenz – auswertete, war Alois Hitler ein strebsamer, aufstiegsorientierter Autodidakt, der sich aber in der bürgerlichen Gesellschaft nie akzeptiert fühlte und Intellektuelle ablehnte. Alois Hitlers „größter Wunsch“ sei es gewesen, ein Gut zu besitzen und moderne Landwirtschaft zu betreiben.
Adolf Hitler selbst bezeichnete seinen Vater als streng, dem er aber viel zu verdanken habe. Laut Sandgruber schlug dieser Adolf. Anders als sein Sohn war Alois Hitler „wohl kein Antisemit“.

## Dokumentarfilme
- Oliver Halmburger, Thomas Staehler: Familie Hitler – Im Schatten des Diktators. Dokumentarfilm. Unter Mitarbeit von Timothy Ryback u. Florian Beierl. München: Oliver Halmburger Loopfilm GmbH u. Mainz: ZDF-History 2005.
- Roman Sandgruber, Autor des Spiegel-Bestsellers „Hitlers Vater: Wie der Sohn zum Diktator wurde“ im Talk mit Historiker Philipp Blom.